# The United States Golf Association
United States Golf Association (USGA) er den nationale amerikanske sammenslutning for golfbaner, klubber og faciliteter, og er samtidig regelsætter for golf i USA og Mexico.
Sammen med The R&A udformer og fortolker USGA golfreglerne. USGA er også ansvarlig for det nationale handicapsystem, gennemfører 13 nationale mesterskabsturneringer, herunder US Open, U.S. Women's Open og U.S. Senior Open. USGA aftester golfudstyr med hensyn til om det er udformet i overensstemmelse med reglerne. Hertil kommer at USGA er førende indenfor forskning i plænegræs og giver hundreder af bevillinger til forsøg gennem dens fond i Colorado Springs, Colorado. USGA Foundation har skaffet over $60 mio. til programmer for underpriviligerede unge og handicappede. Det er den største bidragyder til The First Tee programmet. USGA har sit hovedkvarter i Golf House i Far Hills, New Jersey.
Bob Jones Award er den højeste udmærkelse, som USGA uddeler som anerkendelse for fremragende sportsånd indenfor golf. Den blev første gang uddelt i 1955.

## Historie
USGA blev grundlagt i 1894 til at løse opgaven med at arrangere et nationalt amatørmesterskab. Tidligere samme år havde Newport Country Club og Saint Andrew's Golf Club, Yonkers, New York, begge erklæret vinderne af deres turneringer for "national amateur champion." Om efteråret mødtes delegerede fra Newport, St. Andrew's, The Country Club, Chicago Golf Club og Shinnecock Hills Golf Club i New York City for at etablere en national organisation, som skulle tilrettelægge mesterskabet og golfreglerne i USA. Den 22. december 1894 blev "the Amateur Golf Association of the United States" officielt dannet, og blev kort tid efter omdøbt til "United States Golf Association." Theodore Havemeyer var dens første præsident og amatørtrofæet er opkaldt efter ham.
Den første amatørmesterskabsturnering blev afholdt i 1895 i Newport Country Club, hvor Charles B. Macdonald (som var blevet nr. 2 i begge det tidligere års turneringer) blev vinder. Det første US Open blev gennemført den følgende dag, nærmest som en eftertanke. Det var først i 1898 at de to turneringer blev afholdt på hver sin bane. I dag administrerer USGA 13 forskellige nationale mesterskaber, hvor af de 10 udtrykkeligt er for amatører.
USGA voksede efterhånden fra de oprindelige fem klubber. I 1910 var der 267 klubber og i 1932 var der 1.138. I 1980 var der over 5.000 klubber og i øjeblikket overstiger antallet 9.700.

## Eksterne kilder
- Database med alle USGA Championship resultater